# زبان‌های ایبرو-رومی
زبان‌های ایبرو-رومی شاخه‌ای از زبان‌های رومی هستند که در شبه جزیره ایبری تکلم می‌شوند. این زبان‌ها از زبان‌های گالی-ایبریایی مشتق شده‌اند.

## زبان‌ها
زبان‌های ایبرو-رومی
- زبان‌های ایبریایی غربی
  - زبان‌های گالیسی-پرتغالی
    - زبان گالیسی
    - زبان پرتغالی
    - زبان فالا

  - زبان‌های آستوری-لئونی
    - زبان آستوریایی
    - زبان لئونی
    - زبان میراندی

  - زبان اسپانیایی